# 桜井勝郎
桜井 勝郎（さくらい かつろう、1944年〈昭和19年〉3月24日 - ）は、日本の政治家。静岡県議会議員（3期）、元静岡県島田市長（3期）。

## 来歴
静岡県出身。法政大学経済学部卒業。島田市議会議員を経て、2001年島田市長選挙に立候補し、現職を破って初当選する。2005年に島田市は金谷町と合併し、新たな島田市が発足。合併後の市長選挙に当選。2009年に再選。2013年の市長選では元島田市教育委員の染谷絹代に敗れて落選した。
落選後、2015年の静岡県議員選に無所属で出馬し（島田市・川根本町選挙区）、当選。2019年も再選。2023年に無投票で三選した。